# Acorypha johnstoni
Acorypha johnstoni är en insektsart som först beskrevs av Kirby, W.F. 1902.  Acorypha johnstoni ingår i släktet Acorypha och familjen gräshoppor.

## Underarter
Arten delas in i följande underarter:
- A. j. johnstoni
- A. j. oresbia